# Luigi Squarzina
Luigi Squarzina (Livorno, 18 febbraio 1922 – Roma, 8 ottobre 2010) è stato un regista, drammaturgo, direttore artistico, direttore teatrale e attore italiano.

## Biografia
Era il figlio di Federico Squarzina, funzionario della Confindustria, e Anna Matteucci Bordi di Forlì.
Studiò a Roma, frequentando prima il Liceo Ginnasio Torquato Tasso, dove ebbe come compagni di classe Vittorio Gassman e Luigi Silori, poi diplomandosi presso l'Accademia nazionale d'arte drammatica e laureandosi in Giurisprudenza all'Università di Roma. Tra la fine del 1951 e il 1952 si recò negli Stati Uniti, dopo aver ottenuto una borsa di studio Fullbright alla “Yale University”, specializzandosi in Metodologia della Storia dello Spettacolo presso il Drama Department. Iniziò per il regista un periodo di approfondimento della drammaturgia americana, che introdusse in teatro al suo rientro in Italia.
Considerato uno dei protagonisti del teatro italiano del Novecento, mise in scena alcuni tra gli spettacoli più importanti della storia del teatro italiano, come l'Amleto di William Shakespeare, per la prima volta in edizione italiana integrale a Roma, con Vittorio Gassman e un giovanissimo Luca Ronconi (1952). e alcuni spettacoli epocali presso il Teatro Stabile di Genova, dove Squarzina rivestì il ruolo di direttore artistico al fianco di Ivo Chiesa, dal 1962 al 1976. Dopo l'esperienza di Genova, giunge al Teatro Argentina di Roma, dove, dal 1976 al 1983, lavora, in particolare, sulla drammaturgia elisabettiana (Volpone di Ben Jonson e Timone d'Atene di William Shakespeare) e su Bertolt Brecht (Terrore e miseria del Terzo Reich). Nella stagione 1981-1982 propose Il cardinale Lambertini di Alfredo Testoni, nell’interpretazione di Gianrico Tedeschi.
Tra le opere, ricordiamo la prima rappresentazione italiana di Misura per misura di William Shakespeare, con Enrico Maria Salerno e Renzo Ricci (1958), Madre Coraggio e i suoi figli di Bertolt Brecht, con Lina Volonghi (1970), Le Baccanti di Euripide, nella traduzione di Edoardo Sanguineti, nel celebre allestimento del 1968, in cui il coro era formato da un gruppo di hippies. Nel 1992 mette in scena I sette contro tebe di Eschilo, tradotto da Edoardo Sanguineti, per il Teatro Olimpico di Vicenza. Tra i testi teatrali da lui scritti, spiccano L'esposizione universale (premio Gramsci 1948), Romagnola (premio Marzotto 1958), Emmetì (1963) e Siamo momentaneamente assenti (premio Idi 1992). La commedia Emmetì gli costa, nel 1968, un processo che lo vede accusato, assieme all'attore Ivo Garrani, di vilipendio alla religione.
Notevole il contributo di Squarzina all'inquadramento della Storia del Teatro italiano: dal 1952 diresse, con Silvio D'Amico, la "sezione dell'Enciclopedia dello Spettacolo" dedicata al teatro drammatico, contribuendo poi alla definizione di "regia critica". Rilevante il ruolo di pedagogo e docente: nel 1975 Squarzina diviene ordinario del corso di "Istituzioni di regia", incentrato sull'estetica e la drammaturgia di Bertolt Brecht, al DAMS dell'Università di Bologna, per passare, in seguito, alla Sapienza di Roma come ordinario presso la cattedra di Storia del Teatro e dello Spettacolo fino al 1992, e, infine, come "professore emerito" presso il DAMS all'Università degli Studi Roma Tre".
Nel 1992 gli fu assegnato, dal Festival TeatrOrizzonti di Urbino, diretto dal suo allievo Massimo Puliani, il premio "Drammaturgia in/finita"; nel 2003 vinse il premio DAMS alla carriera, assegnato dal rettore dell'Università di Bologna e nel 2006 gli fu assegnato il Galeone d'oro alla carriera dal Premio nazionale letterario Pisa. 
Morì nella sua casa di Roma l'8 ottobre 2010; i funerali in forma privata si svolsero dopo tre giorni nella basilica di Santa Maria del Popolo, in piazza del Popolo a Roma.
Luigi Squarzina era molto legato a Monte Argentario, in modo particolare a Porto Ercole:
(Luigi Squarzina)

## Teatro

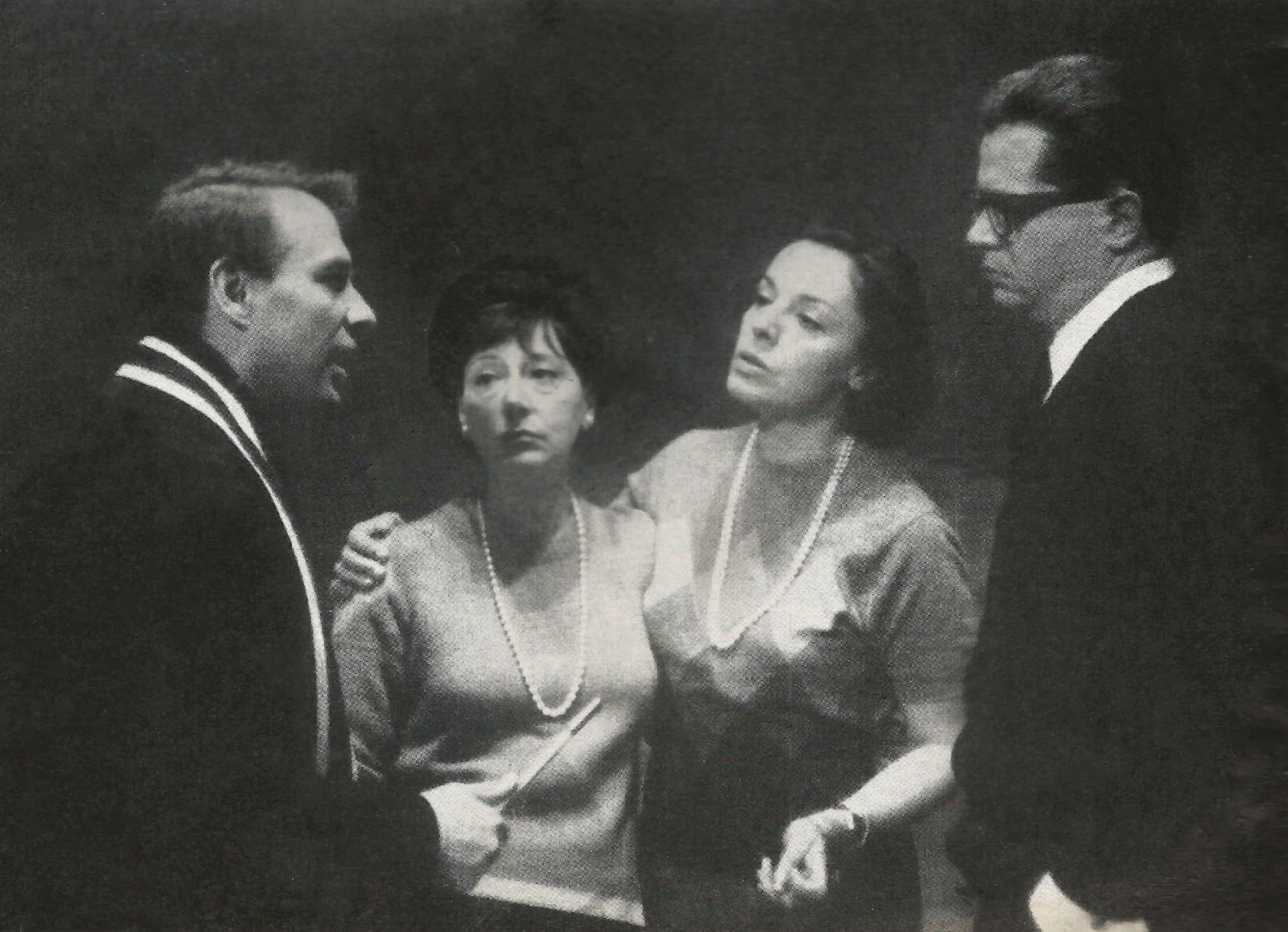
In palcoscenico per Maria Stuarda, con Giorgio Albertazzi, Lilla Brignone, Anna Proclemer e Luigi Squarzina (1965)

- L'uomo e il fucile di Sergio Sollima. Teatro Vinohrady di Praga (1947)
- Erano tutti miei figli di Arthur Miller. Teatro Quirino di Roma, 4 novembre 1947.

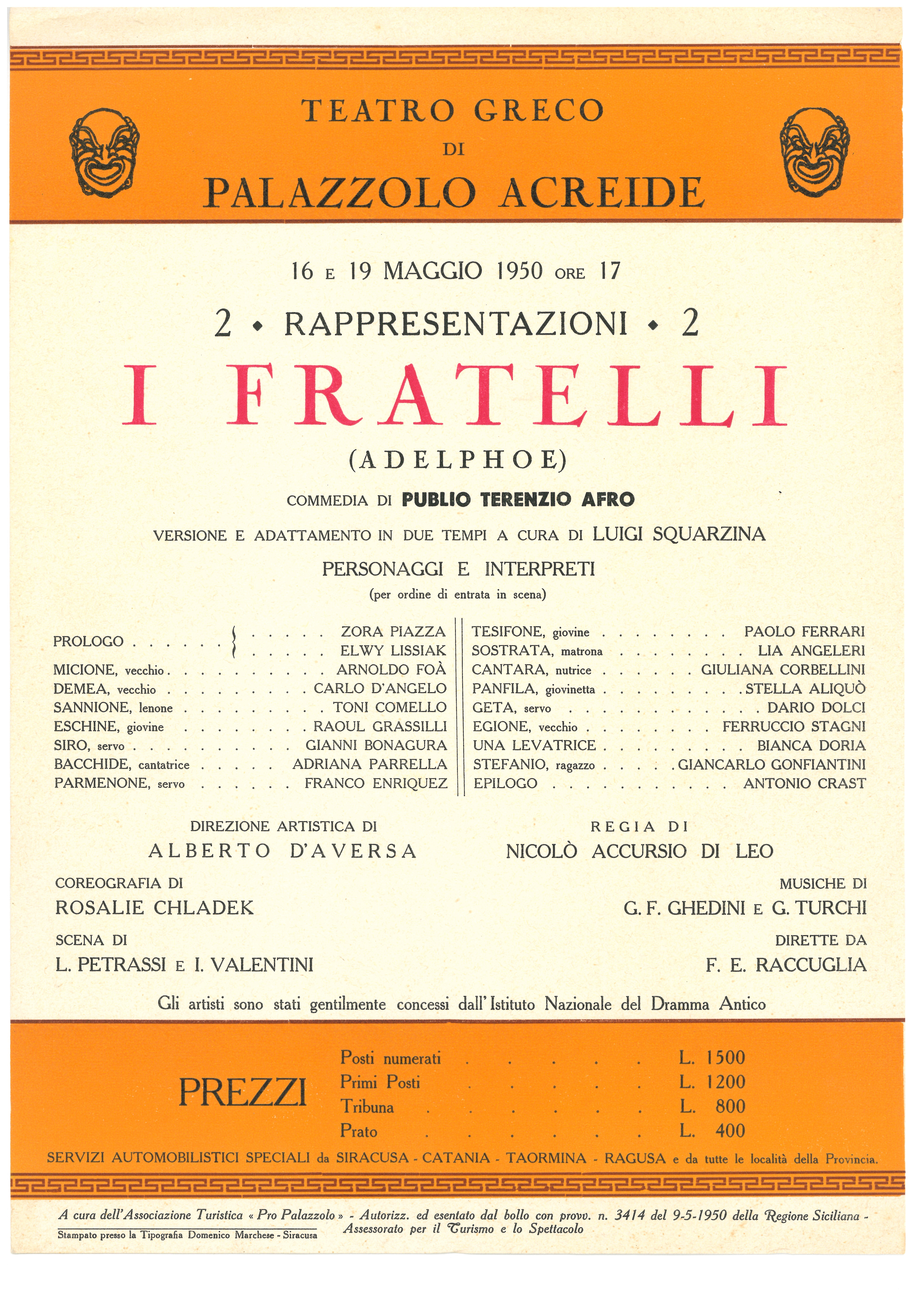
Locandina de I fratelli, adattamento di Luigi Squarzina, con la partecipazione di Arnoldo Foà (1950)

- Detective story di Sidney Kingsley. Prima al Teatro Valle di Roma, 30 gennaio 1951.
- Amleto di William Shakespeare. Prima al Teatro Valle di Roma, 28 novembre 1952.
- Tre quarti di luna di Luigi Squarzina. Prima al Teatro Valle di Roma, 3 marzo 1953.
- Lorenzaccio di Alfred de Musset. Prima al Teatro Valle di Roma, 24 dicembre 1954.
- Il potere e la gloria, dal romanzo di Graham Greene, adattamento di Denis Cannan e Pierre Bost. Festival del Teatro di San Miniato, 24 agosto 1955.
- Un cappello pieno di pioggia di Michael V. Gazzo. Prima al Teatro La Fenice di Venezia, 4 gennaio 1957.
- Misura per misura di William Shakespeare. Prima al Teatro Eleonora Duse di Genova, 22 dicembre 1957.
- La Romagnola di Luigi Squarzina. Prima al Teatro Valle di Roma, 5 febbraio 1959.
- La grande speranza di Carlo Marcello Rietmann. Teatro La Fenice di Venezia, 28 settembre 1960.
- Anna dei miracoli di William Gibson. Prima al Teatro comunale di Modena, 5 novembre 1960.
- Ciascuno a suo modo di Luigi Pirandello. Prima al Teatro Carignano di Torino, 9 ottobre 1961.
- Il bell’Apollo di Marco Praga. Teatro Eleonora Duse di Genova, 25 ottobre 1962.
- Il diavolo e il buon Dio di Jean-Paul Sartre. Genova, 8 dicembre 1962.
- I due gemelli veneziani di Carlo Goldoni. Prima al Teatro Eleonora Duse di Genova, 9 marzo 1963.
- La coscienza di Zeno di Tullio Kezich, da Italo Svevo. Teatro La Fenice di Venezia, 12 ottobre 1964.
- Troilo e Cressida di William Shakespeare. Teatro Eleonora Duse di Genova, 19 novembre 1964.
- Maria Stuarda di Friedrich Schiller. Prima al Politeama Genovese di Genova, 5 marzo 1965.
- Arriva l'uomo del ghiaccio di Eugene O'Neill. Teatro Stabile di Genova, 21 dicembre 1965.
- Emmetì di Luigi Squarzina. Prima al Politeama Genovese di Genova, 9 marzo 1966.
- Le Baccanti di Euripide. Prima al Teatro Eleonora Duse di Genova, 1º marzo 1968.
- Una delle ultime sere di carnovale di Carlo Goldoni. Teatro La Fenice di Venezia, 27 settembre 1968.
- Cinque giorni al porto di Vico Faggi e Luigi Squarzina. Sala San Canzio di Genova, 1º aprile 1969.
- Madre courage e i suoi figli di Bertolt Brecht. Politeama Genovese di Genova, 18 marzo 1970.
- Il Tartufo ovvero vita amori autocensura e morte in scena del signor di Molière nostro contemporaneo di Molière-Bulgakov. Prima al Teatro Eleonora Duse di Genova, 10 gennaio 1971.
- 8 settembre di Enzo De Bernard, Ruggero Zangrandi, Luigi Squarzina. Prima al Politeama Genovese di Genova, 13 marzo 1971.
- Giulio Cesare di William Shakespeare. Prima al Politeama Genovese di Genova, 1º ottobre 1971.
- Questa sera si recita a soggetto di Luigi Pirandello. Politeama Genovese di Genova, 21 marzo 1972.
- La casa nova di Carlo Goldoni. Teatro Eleonora Duse di Genova, 2 febbraio 1973.
- Il cerchio di gesso del Caucaso di Bertolt Brecht. Teatro Metastasio di Prato, 2 marzo 1974.
- Il fu Mattia Pascal di Tullio Kezich, da Luigi Pirandello. Teatro Eleonora Duse di Genova, 8 novembre 1974.
- Misura per misura di William Shakespeare. Teatro Argentina di Roma, 21 dicembre 1976.
- Rosa Luxemburg di Vico Faggi e Luigi Squarzina. Sala del CULMV al porto di Genova, 12 febbraio 1976.
- Il Volpone di Ben Jonson. Prima al Teatro Argentina di Roma, 29 ottobre 1977.
- Terrore e miseria del Terzo Reich di Bertolt Brecht. Prima al Teatro Argentina di Roma, 29 ottobre 1978.
- Tragedia fantástica de la gitana Celestina di Alfonso Sastre, rielaborazione dall'opera La Celestina di Fernando de Rojas. Teatro Argentina di Roma (1979)
- Il Ventaglio di Carlo Goldoni. Prima al Teatro Argentina di Roma, 25 ottobre 1979.
- Casa cuorinfranto di George Bernard Shaw. Teatro Argentina di Roma, 30 ottobre 1980.
- Il cardinale Lambertini di Alfredo Testoni. Prima al Teatro Argentina di Roma, 7 novembre 1981.
- Timone d'Atene di William Shakespeare. Prima al Teatro Argentina di Roma, 27 aprile 1983.
- Il berretto a sonagli di Luigi Pirandello. Prima al Teatro Nazionale di Milano, 13 marzo 1984.
- Oreste di Euripide. Teatro greco di Siracusa 24 maggio 1984.
- L'uomo, la bestia e la virtù di Luigi Pirandello. Teatro Sociale di Trento 4 novembre 1985.
- I cinque sensi di Luigi Squarzina. Auditorium S. Chiara di Trento, 5 gennaio 1987.
- Lord Byron prova la rivolta di M. R. Cimnaghi. Teatro Sociale di Rovigo, 31 gennaio 1989.
- Come prima, meglio di prima di Luigi Pirandello. Teatro Comunale di Barletta, 21 gennaio 1990.
- Liolà di Luigi Pirandello. Teatro Massimo di Benevento, 14 settembre 1990.
- La locandiera di Carlo Goldoni. Prima al Teatro dei Rinnovati di Siena, 2 aprile 1991.
- Il mercante di Venezia di William Shakespeare. Prima al Teatro Pergolesi di Jesi, 28 febbraio 1992.
- La vita che ti diedi di Luigi Pirandello. Teatro Carcano di Milano, 8 marzo 1994.
- La guerra di Carlo Goldoni. Teatro Eliseo di Roma, 16 aprile 1998.

## Opere liriche

### Regista
- Fedra di Ildebrando Pizzetti. Teatro alla Scala di Milano (1959)
- Macbeth di Ernest Bloch. Teatro alla Scala di Milano (1960)
- Amleto di Mario Zafred. Teatro dell'Opera di Roma (1961)
- A Midsummer Night's Dream di Benjamin Britten. Teatro alla Scala di Milano (1961)
- Orontea di Antonio Cesti. Teatro alla Scala di Milano (1961)
- Falstaff di Giuseppe Verdi. Teatro alla Scala di Milano (1961)
- Il prigioniero di Luigi Dallapiccola. Teatro dell'Opera di Roma (1964)
- Oedipus rex di Igor Stravinskij. Teatro dell'Opera di Roma (1964)
- Don Giovanni di Wolfgang Amadeus Mozart. Teatro alla Scala di Milano (1966)
- I Lombardi alla prima crociata di Giuseppe Verdi, Teatro dell'Opera di Roma (1969)
- Manon di Jules Massenet. Teatro alla Scala di Milano (1969)
- Tristano e Isotta di Richard Wagner. Teatro La Fenice di Venezia (1971)
- La gazza ladra di Gioachino Rossini. Teatro dell'Opera di Roma (1973)
- Aida di Giuseppe Verdi. NHK Hall di Tokyo (1973)
- L’obbligo del primo comandamento di Wolfgang Amadeus Mozart. Rossini Opera Festival di Pesaro (1991)
- La cambiale di matrimonio di Gioachino Rossini. Rossini Opera Festival di Pesaro (1991)

## Filmografia parziale

### Attore
- Il caso Mattei, regia di Francesco Rosi (1972)
- Identikit, regia di Giuseppe Patroni Griffi (1974)

## Prosa radiofonica Rai
- Amleto di William Shakespeare, versione e regia di Luigi Squarzina e Vittorio Gassman, trasmessa il 14 giugno 1954.
- Tre quarti di luna, commedia di Luigi Squarzina, regia di Pietro Masserano Taricco, trasmessa il 3 gennaio 1961.
- Il pantografo di Luigi Squarzina, regia di Luigi Squarzina, trasmessa il 30 gennaio 1960.
- Vicino e difficile di Luigi Squarzina, trasmesso il 26 ottobre 1960.
- La congiura, tragedia di Giorgio Prosperi, regia di Luigi Squarzina, trasmessa il 28 febbraio 1961.
- Uomo e superuomo di George Bernard Shaw, regia di Luigi Squarzina, trasmesso il 9 novembre 1962.
- La sua parte di storia, tre atti di Luigi Squarzina, regia di Luigi Squarzina (1963)
- L'avvenimento di Diego Fabbri, regia di Luigi Squarzina, trasmessa il 15 luglio 1968.
- I Rusteghi di Carlo Goldoni, regia di Luigi Squarzina, trasmessa il 26 febbraio 1970.
- Madre Courage e i suoi figli di Bertolt Brecht, regia di Luigi Squarzina, trasmessa il 19 e 26 aprile 1971.
- L'opera dell'ebreo di Alter Kacyzne,[10] regia di Luigi Squarzina, trasmessa il 23 maggio 1974.

## Prosa televisiva Rai
- Il potere e la gloria, dal romanzo di Graham Greene, adattamento di Denis Cannan e Pierre Bost, regia televisiva di Guglielmo Morandi, trasmessa il 24 agosto 1955.
- Il misantropo di Menandro, trasmessa il 7 settembre 1959.
- Lo squarciagola di Luigi Squarzina, trasmessa il 30 ottobre 1966.
- Una delle ultime sere di carnovale di Carlo Goldoni, trasmessa il 13 gennaio 1970.
- I Rusteghi di Carlo Goldoni, regia televisiva di Massimo Scaglione, trasmessa il 23 agosto 1974.
- La foresta di Aleksandr Ostrovskij, con Tullio Solenghi, Gino Pernice, Fiorenza Marchegiani, Eros Pagni, Lina Volonghi, Adolfo Geri, Wanda Benedetti, trasmessa il 3 novembre 1979.
- Caligola di Albert Camus, trasmessa il 18 gennaio 1982.
- Porte chiuse di Jean Paul Sartre, trasmessa il 10 gennaio 1983.
- Monsieur Ornifle di Jean Anouilh, trasmessa il 18 gennaio 1985.

## Opere drammaturgiche
- L'Esposizione Universale (1948)
- Tre quarti di Luna (1953)
- La sua parte di storia (1955)
- Romagnola (1957)
- Emmetì (1963)
- I cinque sensi (1987)
- Siamo momentaneamente assenti (1991)
- La ricercatrice (2001)

## Opere saggistiche
- Da Dioniso a Brecht. Pensiero teatrale e azione scenica, Bologna, Il Mulino, 1988.
- Le Feste della Rivoluzione Francese da Rousseau al 1794, Roma, Bulzoni Editore, 1990.
- Questa sera Pirandello. Scritti e note di regia, Venezia, Marsilio Editore, 1990.
- Da Amleto a Shylock. Note di regia, Roma, Bulzoni Editore, 1995.
- Il romanzo della regia. Duecento anni di trionfi e sconfitte, Pisa, Pacini Editore, 2005.

## Riconoscimenti
Nel 1998 ha ricevuto il Premio Feltrinelli per il Teatro, conferito dall'Accademia dei Lincei.